# تنهاترین سردار (آلبوم)
تنهاترین سردار نام آلبومی از محمد اصفهانی با آهنگسازی مجید انتظامی که در سال ۱۳۷۵ انتشار یافت.

## قطعات
تنهاترین سردار ۱ 
- شاعر: محمود شاهرخی
- آهنگساز: مجید انتظامی
- تنظیمکننده: مجید انتظامی
- شماره ترتیب قطعه در آلبوم: ۱

الله الله ۱ 
- آهنگساز: مجید انتظامی
- تنظیمکننده: مجید انتظامی
- شماره ترتیب قطعه در آلبوم: ۲

تنهاترین سردار ۲ 
- شاعر: محمود شاهرخی
- آهنگساز: مجید انتظامی
- تنظیمکننده: مجید انتظامی
- شماره ترتیب قطعه در آلبوم: ۳

الله الله ۲ 
- شاعر: محمود شاهرخی
- آهنگساز: مجید انتظامی
- تنظیمکننده: مجید انتظامی
- شماره ترتیب قطعه در آلبوم: ۴